# The Venice Project (film)
Pour plus de détails, voir Fiche technique et Distribution.
The Venice Project est un film américano-autrichien réalisé par Robert Dornhelm, sorti en 1999.

## Fiche technique
- Titre : The Venice Project
- Réalisation : Robert Dornhelm
- Scénario : Nicholas Klein
- Musique : Harald Kloser et Thomas Wanker
- Pays d'origine : États-Unis
- Genre : drame
- Date de sortie : 1999

## Distribution
- Lauren Bacall : Comtesse Camilla Volta
- Dennis Hopper : Roland / Salvatore
- Linus Roache : Comte Jacko / Comte Giaccomo
- Ben Cross : Rudy Mestry / Évêque Orsini
- Stuart Townsend : Lark / Gippo le fou
- Héctor Babenco : Danilo Danuzzi
- Dean Stockwell : Campbell
- John Wood : le vicomte
- Stockard Channing : Chandra Chase
- Anna Galiena : Maria / Sophia
- Mía Maestro : Danilla
- Parker Posey : Myra
- John Guare : Lui-même
- Hans Hollein : Lui-même
- Lauren Hutton : Elle-même
- Cheech Marin : Lui-même
- Steve Martin : Lui-même
- Arthur Schlesinger Jr. : Lui-même